# Villy-le-Maréchal
Villy-le-Maréchal település Franciaországban, Aube megyében. Lakosainak száma 192 fő (2022. január 1.). Villy-le-Maréchal Assenay, Roncenay, Villemereuil és Villy-le-Bois községekkel határos.

## Népesség
A település népessége az elmúlt években az alábbi módon változott:
| Lakosok száma | 111  | 140  | 135  | 133  | 178  | 180  | 188  | 186  | 190  | 192  |
|               | 1968 | 1982 | 1990 | 2006 | 2013 | 2015 | 2017 | 2019 | 2020 | 2022 |